# Robert Pete Williams
Robert Pete Williams, né à Zachary, Louisiane, le 14 mars 1914, décédé à Rosedale, Louisiane, le 31 décembre 1980 était un chanteur et guitariste de blues américain.

## Biographie

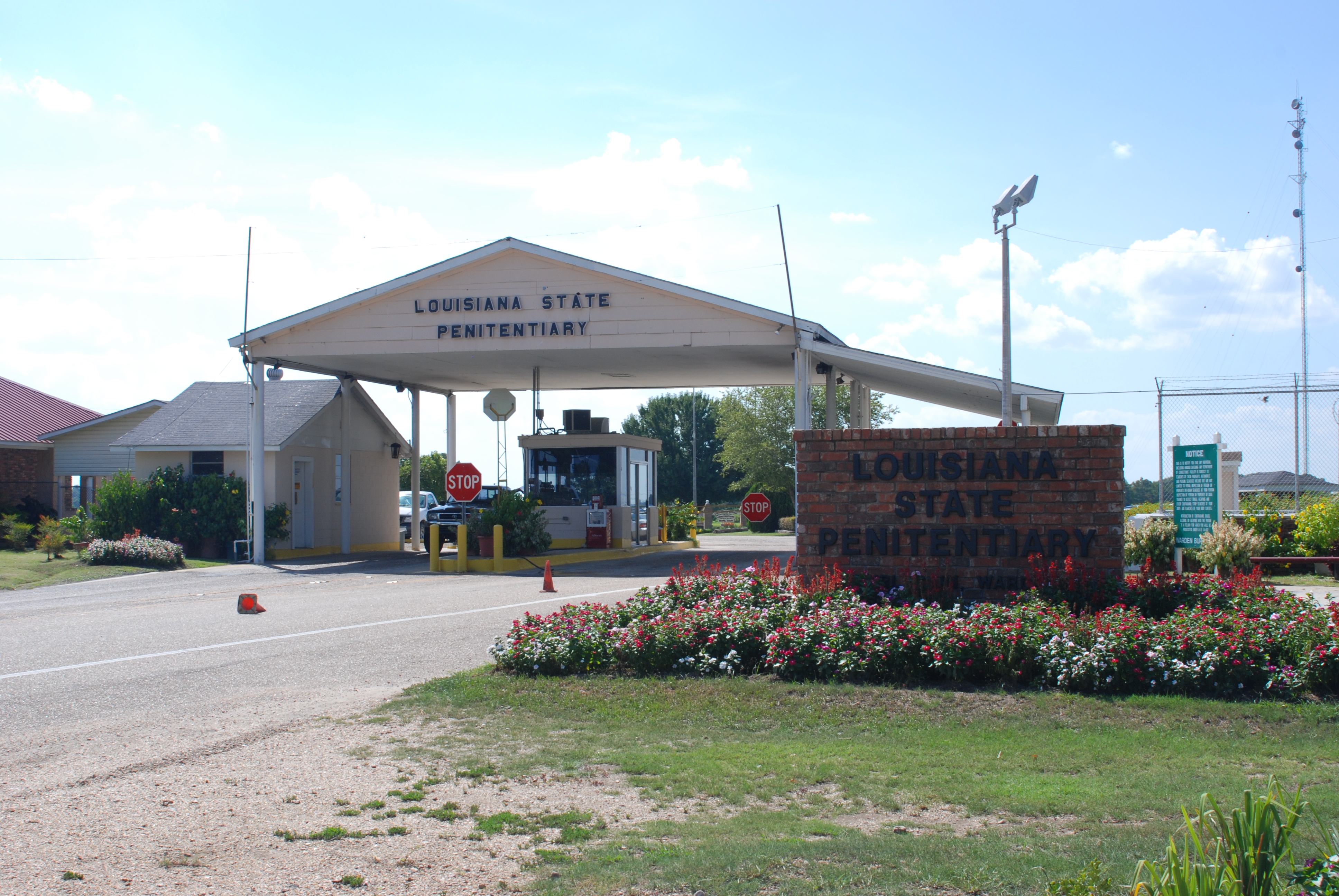
Louisiana State Penitentiary

Il naît à Zachary (près de Baton Rouge) dans une famille de métayers. Il ne quittera guère la région de Baton Rouge durant toute sa vie. Il a été découvert alors qu'il séjournait à la prison d'Angola par les musicologues, le Dr Harry Oster et Richard Allen. Il était condamné à mort pour le meurtre d'un homme dans un club en 1956, il plaidait la légitime défense. Oster et Allen enregistrèrent de nombreux morceaux sur sa vie en prison et demandèrent sa grâce. Il l'obtinrent en partie en 1959 où il fut libéré, et il put revenir en Louisiane en 1964. Entre-temps, le bouche à oreille avait fait sa renommée et il a joué dans son premier concert hors de Louisiane au Festival de folk de Newport. Il fit une tournée à travers les États-Unis, et joua plusieurs fois en compagnie de Mississippi Fred McDowell. Il a continué à jouer jusqu'à la fin des années 1970 : Par exemple en Europe lors des American Folk Blues Festivals de 1966 et 1972) et également en France en 1979 où il partage avec Dick Annegarn une scène ainsi que l'album Ferraillages.
Mais sa santé commença à se dégrader. Il meurt à Rosedale le 31 décembre 1980 à l'âge de 66 ans.

## Sa musique
La caractéristique de sa musique consiste en des accords et des structures inhabituels pour le blues. Ses chansons parlent souvent des séjours qu'il a fait en prison.
Sa chanson « I've Grown So Ugly » a été reprise entre autres par Captain Beefheart (en 1967) et par The Black Keys (en 2004).